# Чемпіонат СРСР з легкої атлетики в приміщенні 1971 року – Жінки – 60 метрів

## Результати

### Забіги
| Атлетка       | Регіон | Місто/Область | Результат |
| ------------- | ------ | ------------- | --------- |
| Алла Базіліна | Москва | Москва        | 7,4       |

### Фінал А
| Місце | Атлетка          | Регіон | Місто/Область | Результат |
| ----- | ---------------- | ------ | ------------- | --------- |
| 1     | Ольга Чернова    | Москва | Москва        | 7,3       |
| 2     | Галина Мітрохіна | Москва | Москва        | 7,3       |
| 3     | Віра Попова      | РРФСР  | Свердловськ   | 7,3       |
| 4     | Олена Крайнова   | РРФСР  | Уфа           | 7,4       |

### Фінал Б
| Місце | Атлетка          | Регіон | Місто/Область | Результат |
| ----- | ---------------- | ------ | ------------- | --------- |
| 1     | Надія Юдіна      | Москва | Москва        | 7,4       |
| 2     | Олена Балашова   | РРФСР  | Брянськ       | 7,4       |
| 3     | Наталія Брижатюк | РРФСР  | Челябінськ    | 7,4       |
| 4     | Алла Базіліна    | Москва | Москва        | 7,5       |